# Stefan Gschwendtner
Stefan Gschwendtner (* 16. Januar 1973 in Heilbronn) ist ein deutscher Koch.

## Werdegang
Seine frühe Jugend verbrachte er mit den Eltern, die Entwicklungshilfe leisteten, in Saudi-Arabien. Zunächst machte er eine Ausbildung zum Außenhandelskaufmann.
1997 begann er die Ausbildung zum Koch im Restaurant Schweizer Stuben (zwei Michelinsterne). Dann kochte er unter anderem im Restaurant Drei Stuben bei Stefan Marquard in Meersburg. Nach Abschluss zum Küchenmeister wurde er im Oktober 2008 Souschef im Restaurant Speisemeisterei  in Stuttgart am Schloss Hohenheim.
Seit August 2016 ist Gschwendtner Küchenchef im Restaurant Speisemeisterei, die auch unter ihm mit einem Michelinstern ausgezeichnet wurde. Im März 2022 wurde die Speisemeisterei mit zwei Michelinsternen ausgezeichnet.

## Privates
Gschwendtner ist verheiratet und hat drei Kinder.

## Auszeichnungen
- 2020: Ein Michelinstern im Guide Michelin für das Restaurant Speisemeisterei[4]

- 2022: Zwei Michelinstern im Guide Michelin für das Restaurant Speisemeisterei[5]